# Zwartkintowie
De zwartkintowie (Melozone aberti) is een zangvogel uit de familie Emberizidae (gorzen).

## Verspreiding en leefgebied
Deze soort telt 8 ondersoorten:
- M. a. aberti: zuidelijk Arizona en zuidwestelijk Mexico.
- M. a. dumeticola: van zuidelijk Nevada en zuidwestelijk Utah tot noordelijk Baja California (noordwestelijk Mexico).